# 第94师团 (日本陆军)
第94师团（だいきゅうじゅうよんしだん）是大日本帝國陸軍师团之一。

## 沿革
1944年（昭和19年）10月，由于英帕尔战役的失败，缅甸战线陷入了崩溃的边缘这样一个危机的状态。在此情况下，以驻扎在吉隆坡的第12独立守備隊、第18独立守備隊等为基础整编成为第94师团并编入第29軍。
其负责地域从泰国南部一直到马来以北的地区。在同盟軍交战之前就迎来了战争终结。

## 师团概要

### 歴代师团長
- 四手井綱正 中将：1944年10月16日 -
- 井上芳佐 中将：1945年5月23日 -

### 最終司令部構成
- 参謀長：今村英次大佐
  - 参謀：富永龟太郎中佐
  - 参謀：福田重雄少佐
- 経理部長：二宮茂主計中佐

### 最終所属部隊
- 第94步兵团：青木一枝大佐
  - 步兵第256联队（大阪）：羽生善良中佐
  - 步兵第257联队（大阪）：乙守文策大佐
  - 步兵第258联队（大阪）：山本勇大佐
- 野砲兵第94联队：山澄邦太郎大佐
- 工兵第94联队：笹良照中佐
- 輜重兵第94联队：松田正松大佐
- 第94师团通信隊：
- 第94师团兵器勤務隊：
- 第94师团衛生隊：今井秋三郎少佐
- 第94师团第1野战医院：
- 第94师团第4野战医院：
- 第94师团防疫給水部：川原俊男軍医大尉